# Alliance Boots
Alliance Boots war ein Schweizer Chemie- und Gesundheitskonzern sowie einer der bedeutendsten Pharmagroßhändler in Europa mit rechtlichem Sitz in Bern und operativer Hauptzentrale in Nottingham. Er ging in dem Unternehmen Walgreens Boots Alliance auf.

## Über das Unternehmen
Alliance Boots erhielt seinen Firmennamen durch die Fusion der Unternehmen Boots the Chemists und Alliance UniChem nach Abschluss der Fusion am 31. Juli 2006. Zuvor war der Name des Konzerns Boots Group plc. Strenggenommen erwarb Boots Group plc. Alliance UniChem plc. Der Konzern vermarktete unter dem Markennamen „Boots“ medizinische Produkte und besaß die Alliance Pharmacy, einen Chemiekonzern und Großhändler pharmazeutischer Produkte mit über 1000 Verkaufsgeschäften. Aus steuerlichen Gründen hatte das Unternehmen seinen rechtlichen Sitz in der Schweiz.
Alliance Boots war der größte Konzern in Großbritannien, der Pharmazieprodukte verkaufte, und hatte ebenso Verkaufsketten, Beteiligungen und Joint Ventures in 21 Ländern. Gewinn im Geschäftsjahr 2012/2013 (nach Steuern): 805 Mio. GBP. Im Geschäftsjahr 2013/2014 betrug der Nettogewinn 888 Mio. GBP. Neben Pharmazeutika vertrieb Alliance Boots auch Kosmetik mit eigenen Markennamen Soltan, No7 und Botanics. Neben diesem Zusatzangebot für Apotheken war Alliance Boots auch in die Produktion von Generika eingestiegen, die unter dem Markennamen Almus vertrieben wurden.
Langjähriger Vorstand war in den 1970er Jahren Gordon Hobday, der vorher Forschungsdirektor war (unter seiner Leitung fand man bei Boots 1963 den Blockbuster Ibuprofen).

## Struktur
Alliance Boots gliederte sein operatives Geschäft in zwei Divisionen
Apotheken und Drogerien (Pharmacy led Health and Beauty Retailing)
Direkt oder indirekte Vertriebspräsenz in elf Ländern mit insgesamt mehr als 3280 Verkaufsstellen unter der Marke Boots, von denen knapp 3180 auch eine Apotheke umfassten. In der gleichen Division wurden auch die 655 Optiker in Großbritannien verwaltet.
Pharmazeutischer Großhandel (Pharmaceutical Wholesaling and Distribution)
Boots betrieb 370 Distributionszentren in 21 Ländern und war damit europaweit der größte Pharmzie-Großhändler. Typischerweise rangierte Alliance Boots damit unter den drei größten Großhändlern je Land.

## Wachstum
Durch Aufkauf von Aktien der Andreae-Noris Zahn AG (ANZAG) Ende 2010, die zuvor im Besitz von Celesio, Sanacorp und Phoenix waren, wurde die Alliance Boots mit etwa 82 % der Aktien Mehrheitseigner des drittgrößten Pharmagroßhändlers Deutschlands. Im gleichen Jahr (2010/2011) expandierte die Gruppe in die Türkei durch eine Mehrheitsbeteiligung an Hedef Alliance, dem größten Pharmazie-Großhändler des Landes. Ab Juni 2012 besaß sie mehr als 95 % der ANZAG-Aktien. Am 18. Dezember 2012 wurde von der letzten Hauptversammlung der ANZAG das Squeeze-out-Verfahren für die restlichen Aktienbesitzer beschlossen. Am 1. April 2013 wurde die ANZAG in Alliance Healthcare Deutschland umbenannt.

## Übernahme durch KKR und Stefano Pessina
Alliance Boots war bis Ende April 2007 an der Londoner Börse notiert und Teil des FTSE 100 bis zur Übernahme durch ein Konsortium bestehend aus dem Private-Equity-Investor KKR und Stefano Pessina, einem Mitglied der Gründerfamilie von Alliance UniChem und ehemaligem CEO des Unternehmens, die gemeinsam dafür umgerechnet 16,2 Milliarden Euro investierten.

## Übernahme durch Walgreens
Im August 2014 wurde bekannt, dass der US-Pharmakonzern Walgreens Alliance Boots komplett übernimmt. Bereits im Februar 2012 übernahm Walgreens 45 % der Anteile für 6,7 Mrd. US-Dollar von den vorherigen Eigentümern KKR und Stefano Pessina. Für die restlichen Anteile bezahlte Walgreens 5,29 Mrd. US-Dollar. Der nach der Fusion am 31. Dezember 2015 neu entstandene Konzern mit über 130 Mrd. US-Dollar Jahresumsatz heißt Walgreens Boots Alliance und hat seinen Sitz in Deerfield, Illinois, in den USA. Es werden über 200.000 Apotheken, Ärzte, Gesundheitszentren und Kliniken mit über 350 Distributionszentren in 19 Ländern beliefert; rund 13.100 Apotheken werden dabei vom Konzern selbst betrieben. Stefano Pessina übernahm die Geschäftsführung des neuen Unternehmens.